# Klättersparris
Klättersparris (Asparagus falcatus) är en art i familjen sparrisväxter och förekommer naturligt i södra och östra Afrika, Sri Lanka och Indien. Arten odlas som rumsväxt i Sverige och används ibland som snittgrönt i buketter.

## Synonymer
Asparagus aethiopicus var. ternifolius Baker
Asparagus falcatus var. ternifolius (Baker) Jessop
Protasparagus falcatus (L.) Oberm.